# Illja Tschytschkan

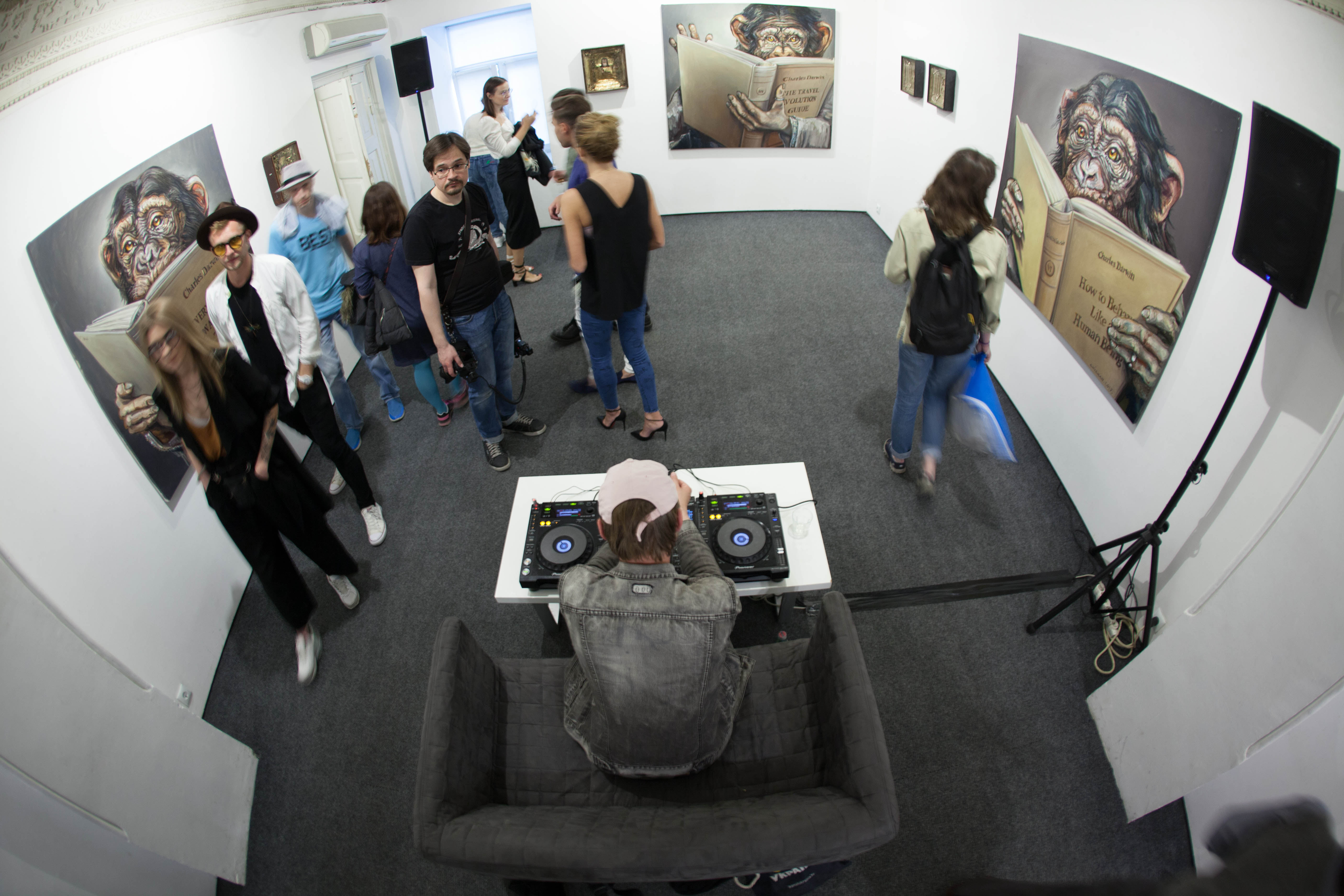
Vernissage "Psychodarvinism", 2017

Illja Arkadijowytsch Tschytschkan (ukrainisch Ілля Аркадійович Чичкан; englische Transkription Ilya Chichkan, * 1967 in Kiew) ist ein zeitgenössischer ukrainischer Künstler, der unter der Ukrainian-New-Wave-Bewegung in den Bereichen Malerei, Fotografie, Installationen und Video-Projekte arbeitet.

## Werk
Die Elemente der Radikalität, des Schock-Effekts und eines Konzeptualismus, welche in jener Kombination hauptsächlich in den Arbeiten der Visual-Arts in den Bereichen der Salon- und Glamourculture zu finden sind, finden sich vereint in den Arbeiten von Ilja Tschytschkan wieder. Die Ukrainian New Wave ist eine Gruppe ukrainischer Künstler, welche sich zu Beginn der 1990er Jahre gründete und deren Arbeiten auf der Zeit während der Perestroika beruhen, als die UdSSR noch existierte.

## Familie
Tschytschkans Großvarter war der Künstler Leonid Tschytschkan. Illja Tschytschkans Kinder, Dawyd und Oleksandra, sind ebenfalls anerkannte zeitgenössische ukrainische Künstler. Sein Sohn Dawyd Tschytschkan fiel bei einem russischen Angriff an der Front.

## Ausstellungen
- 2007: Kiev Winter, Bereznitsky Galerie, Berlin[1]
- 2005: Monkey or Man, L-Art Gallery, Kiew, Ukraine
- 2004: Phingaly, L-Art Gallery, Kiew, Ukraine
- 2001: Girls and Rabbits, Regina Gallery, Moskau, Russland
- 1993: Genetic Mutations (in Zusammenarbeit mit Illia Isupov), Artists Union Gallery, Kiew, Ukraine